# Elección especial del 1.º distrito congresional de Nuevo México de 2021
La Elección especial del 1.º distrito congresional de Nuevo México se llevó a cabo el 1 de junio de 2021, luego que la representante titular Deb Haaland anunció que renunciaría a la Cámara de Representantes de los Estados Unidos para desempeñarse como Secretaria del Interior de los Estados Unidos.

## Convención demócrata

### Candidatos

#### Declarado
- Melanie Stansbury, representante estatal[1]
- Antoinette Sedillo Lopez, senadora estatal[1]
- Francisco Fernández, cineasta
- Selinda Guerrero
- Georgene Louis, representante estatal[2]
- Randi McGinn, abogado[3]
- Victor Reyes, director legislativo de la Gobernadora de Nuevo México Michelle Lujan Grisham
- Patricia Roybal Caballero, representante estatal

### Resultados
| Resultados de la convención demócrata | Resultados de la convención demócrata | Resultados de la convención demócrata | Resultados de la convención demócrata | Resultados de la convención demócrata |
| Candidato/a                           | Primera ronda Votos                   | Primera ronda Pct.                    | Segunda ronda Votos                   | Segunda ronda Pct.                    |
| ------------------------------------- | ------------------------------------- | ------------------------------------- | ------------------------------------- | ------------------------------------- |
| Melanie Stansbury                     | 43                                    | 21.61%                                | 103                                   | 51.24%                                |
| Antoinette Sedillo Lopez              | 74                                    | 37.19%                                | 97                                    | 48.26%                                |
| Randi McGinn                          | 34                                    | 17.09%                                | Eliminado                             | Eliminado                             |
| Victor Reyes                          | 18                                    | 9.05%                                 | Eliminado                             | Eliminado                             |
| Selinda Guerrero                      | 13                                    | 6.53%                                 | Eliminado                             | Eliminado                             |
| Georgene Louis                        | 13                                    | 6.53%                                 | Eliminado                             | Eliminado                             |
| Francisco Fernández                   | 2                                     | 1.01%                                 | Eliminado                             | Eliminado                             |
| Patricia Roybal Caballero             | 1                                     | 0.50%                                 | Eliminado                             | Eliminado                             |
| Total                                 | 199                                   | 100.0%                                | 201                                   | 100.0%                                |

## Convención republicana

### Candidatos

#### Declarado
- Mark Moores, senador estatal[4]
- Eddy Aragon, locutor de radio y propietario de KIVA-AM
- Michaela Chávez
- Ronnie Lucero, gerente de finanzas
- Elisa Martinez
- Tracy Trujillo
- Jared Vander Dussen, abogado

### Resultados
| Resultados de la convención republicana | Resultados de la convención republicana | Resultados de la convención republicana |
| Candidato/a                             | Votos                                   | Pct.                                    |
| --------------------------------------- | --------------------------------------- | --------------------------------------- |
| Mark Moores                             | 49                                      | 40%                                     |
| Eddy Aragon                             | 34                                      | 28%                                     |
| Elisa Martinez                          | 20                                      | 17%                                     |
| Jared Vander Dussen                     | 7                                       | 6%                                      |
| Ronnie Lucero                           | 6                                       | 5%                                      |
| Michaela Chávez                         | 5                                       | 4%                                      |
| Total                                   | 121                                     | 100.0%                                  |

## Elección general

### Encuestas
| Fuente de la encuesta         | Fecha(s) de realización | Tamaño de muestra | Margen de error | Melanie Stansbury (D) | Mark Moores (R) | Aubrey Dunn (I) | Chris Manning (L) | Otro Indecisos |
| ----------------------------- | ----------------------- | ----------------- | --------------- | --------------------- | --------------- | --------------- | ----------------- | -------------- |
| RRH Elections/Elections Daily | 18-21 de mayo de 2021   | 555 (LV)          | ± 4.2%          | 49%                   | 33%             | 5%              | 3%                | 9%             |

### Resultados
| Elección especial del 1.º distrito congresional de Nuevo México de 2021 | Elección especial del 1.º distrito congresional de Nuevo México de 2021 | Elección especial del 1.º distrito congresional de Nuevo México de 2021 | Elección especial del 1.º distrito congresional de Nuevo México de 2021 | Elección especial del 1.º distrito congresional de Nuevo México de 2021 | Elección especial del 1.º distrito congresional de Nuevo México de 2021 |
| Partido                                                                 | Partido                                                                 | Candidato/a                                                             | Votos                                                                   | %                                                                       |                                                                         |
| ----------------------------------------------------------------------- | ----------------------------------------------------------------------- | ----------------------------------------------------------------------- | ----------------------------------------------------------------------- | ----------------------------------------------------------------------- | ----------------------------------------------------------------------- |
|                                                                         | Demócrata                                                               | Melanie Stansbury                                                       | 79,837                                                                  | 60.36%                                                                  |                                                                         |
|                                                                         | Republicano                                                             | Mark Moores                                                             | 47,111                                                                  | 35.62%                                                                  |                                                                         |
|                                                                         | Independiente                                                           | Aubrey Dunn Jr.                                                         | 3,534                                                                   | 2.67%                                                                   |                                                                         |
|                                                                         | Libertario                                                              | Chris Manning                                                           | 1,734                                                                   | 1.31%                                                                   |                                                                         |
| Total                                                                   | Total                                                                   | Total                                                                   | 132,262                                                                 | 100.0%                                                                  |                                                                         |
|                                                                         | Control Demócrata                                                       |                                                                         |                                                                         |                                                                         |                                                                         |